# 의신초등학교 명금분교
의신초등학교 명금분교는 대한민국 전라남도 진도군 의신면 송정리에 있었던 공립 초등학교이다.

## 연혁
- 1938년 6월 1일 의신공립심상소학교 송정간이학교 개교(설립인가 3월 27일)
- 1949년 10월 1일 명금국민학교로 승격
- 1982년 3월 2일 병설유치원 개원
- 1996년 3월 1일 명금초등학교 개칭
- 2000년 3월 1일 의신초등학교에 편입
- 2013년 3월 1일 폐교